# Hugo Distler

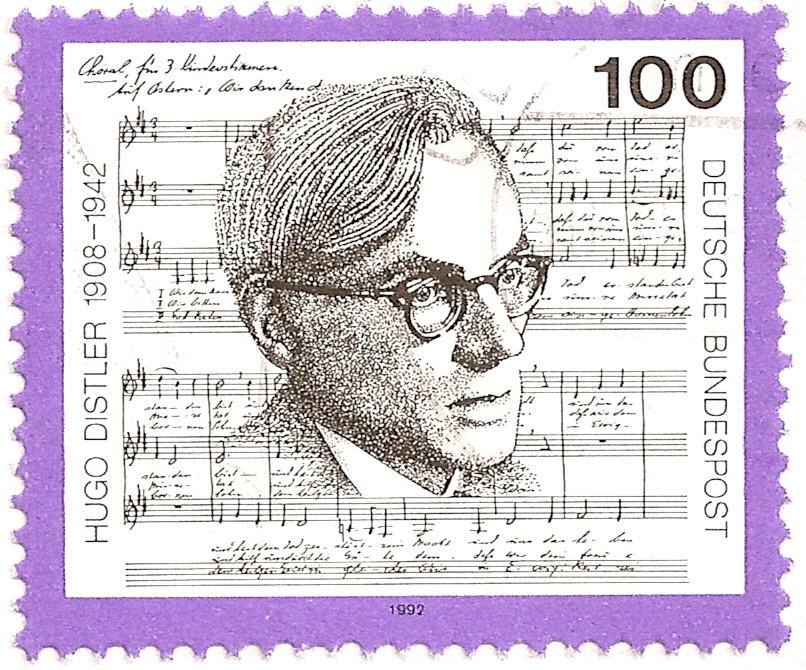
Hugo Distler på ett tyskt frimärke, år 1992.

Hugo Distler, född 24 juni 1908 i Nürnberg, död 1 november 1942 i Berlin, var en tysk kompositör, organist och dirigent. Han intog en ledande ställning i den protestantiska tyska kyrkomusiken under 1930-talet i sin strävan att knyta kyrkomusiken närmare liturgin.

## Biografi
Till en början studerade Distler dirigering vid konservatoriet i Leipzig med piano som biämne, men på inrådan av sina lärare bytte han sedermera huvudämnen till komposition och orgelspel. 1931 blev han organist i S:t Jacobi i Lübeck, från 1933 var han huvudlärare vid kammarmusikinstitutionen på konservatoriet i samma stad. Han undervisade även vid Spandauer Kirchenmusikschule i Spandau och 1940 blev han professor i kyrkomusik i Berlin.
1933 gifte han sig med Waltraut Thienhaus, och samma år gick han med i NSDAP.
Efter en tilltagande depression, förvärrad av besked om vänners bortgång, upprepade flyganfall och med det ständiga hotet om inkallelse till värnplikt i den tyska armén öppnade Distler kranarna i sin gasugn och begick självmord 1942.
I sitt musikskapande var Distler i mycket inspirerad av Heinrich Schütz. Han tog ofta intryck av stil och formtyper från förklassisk tid. Större delen av hans produktion utgörs av vokalmusik med sakrala eller profana texter och orgelkompositioner. Musiken är övervägande polyfonisk och melismatisk, och harmoniken ofta baserad på pentatonik eller kyrkotonarter, ibland även på impressionistisk och polytonal harmonik. På grundval av dessa utmärkande drag stämplades hans verk av somliga under nazistregimen som "Entartete Kunst."

## Eftermäle
Asteroiden 11037 Distler är uppkallad efter honom.

## Verkförteckning (i urval)

### Vokalverk
- Koralpassion, för femstämmig blandad kör och två försångare (1933)
- Weihnachtsgeschichte op. 10, för blandad kör och fyra försångare (1933)
- Geistliche Chormusik op. 12, 9 motetter för kyrkoåret (1935-41)

### Verk för klaverinstrument
- Konsert för cembalo och orkester nr. 1 (1930/32)
- Konsert för cembalo och orkester nr. 2 (1935)
- Partitor för orgel
- Koralbearbetningar för orgel